# گابریل میکائیلیان
گابریل میکائیلیان یا گابریل دِر-میکلوف (به ارمنی Գափրիել Տեր-Միքաելյան - به انگلیسی Gabriel Ter-Mikelov)، (زاده ۱۶ آوریل ۱۸۷۴ میلادی، در استاوروپول، روسیه - وفات ۱۴ ژانویه ۱۹۴۹ میلادی در تفلیس، گرجستان)، مهندس و معمار ارمنی است.

## زندگی‌نامه
برطبق گفته «سوزانا ظهرابیان» خواهر گابریل، ریشه خانواده او از اهالی منطقه آرتساخ می‌باشد و نام خانوادگی اصلی او «آصلان بکیان» می‌باشد. خانواده گابریل در هنگام حمله آغامحمدخان قاجار به تفلیس در سال ۱۷۹۵ میلادی کشته شدند؛ از خانواده او تنها یک پسر دو ساله توسط یک کشیش ارمنی زنده می‌ماند، آن کودک دو ساله پدر بزرگ گابریل می‌باشد.
پدر و مادر گابریل متولد تفلیس می‌باشند پدر او کارمند عالی رتبه دولت و مادرش مدرس و کارمند صلیب سرخ بود.
گابریل میکائیلیان در ۱۸۹۹ میلادی از دانشگاه مهندسی عمران سن پترزبورگ فارغ‌التحصیل می‌شود. او مدرس آکادمی هنرهای زیبا تفلیس و عضو آکادمی معماری از اتحاد جماهیر شوروی بود.

## آثار

### باکو
- تالار فیلارمونیک، جمهوری آذربایجان[۴][۵]
- (بیمارستان زنان و زایمان) در سال ۱۸۹۹ در باکو[۶]
- ساختمان وزارت باکو
- ساختمان بانک تجارت باکو
- انستیتو فیزیوتراپی باکو
- کالج بازرگانی باکو[۷][۸][۹]
- اقامتگاهی به نام «برادران آدامیان»

### تفلیس
- هتل ماریوت تفلیس[۱۰]

### یالتا
کلیسای سنت هریپسیمه در یالتا

## نگارخانه

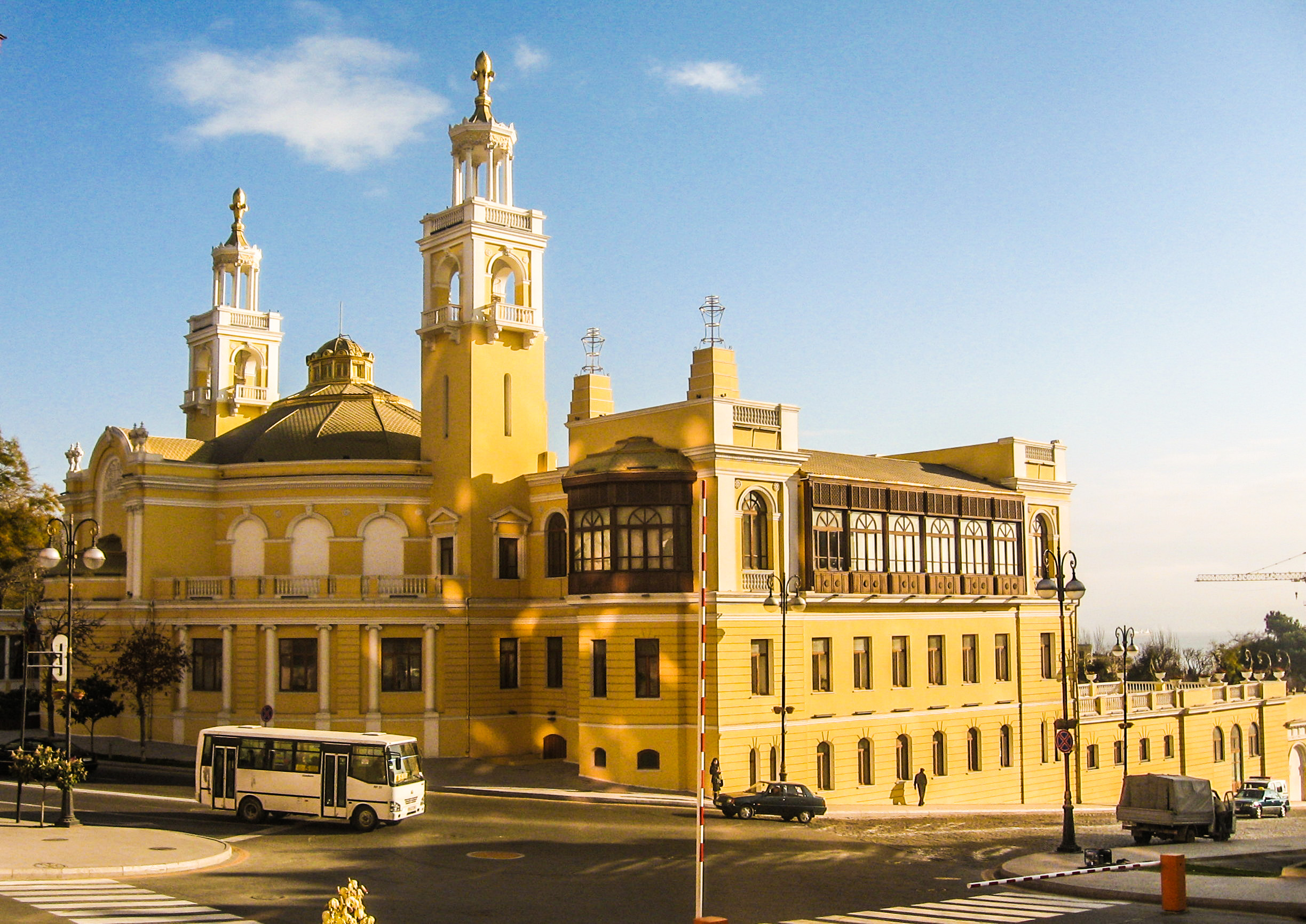
تالار فیلارمونیک،جمهوری آذربایجان
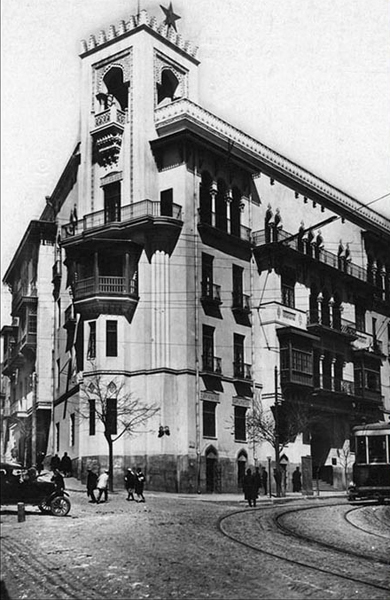
اقامتگاهی به نام «سادیخوف» در خیابان استقلال باکو
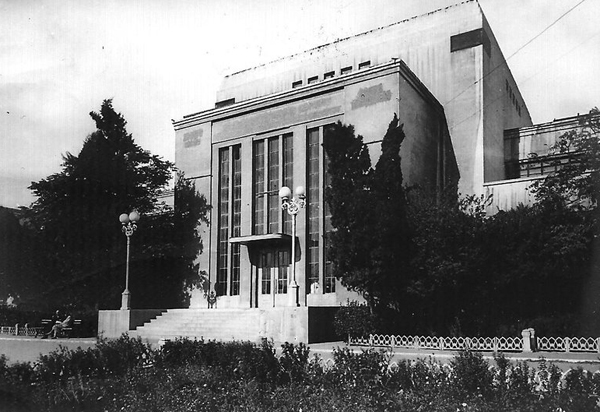
انستیتو فیزیوتراپی باکو
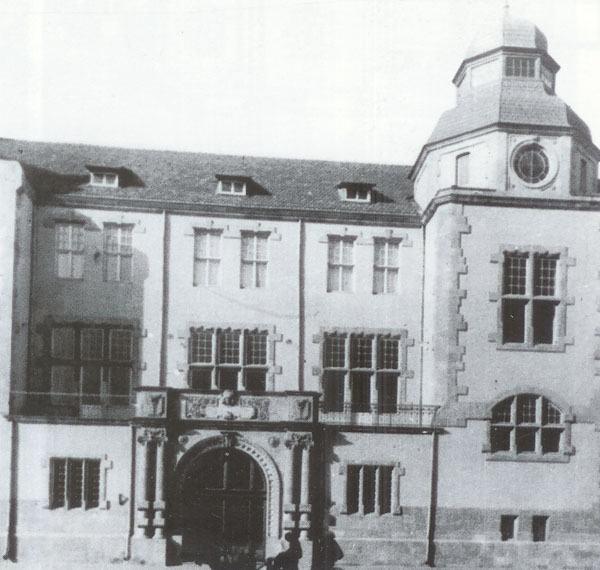
کالج بازرگانی باکو
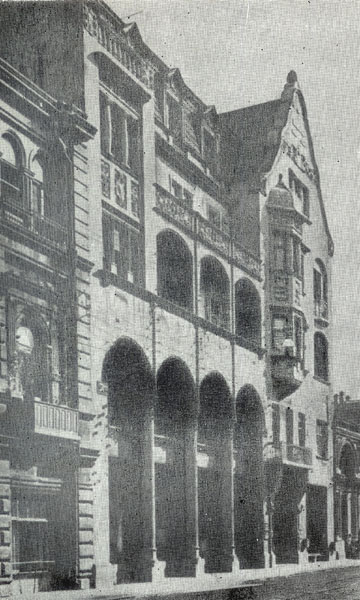
اقامتگاهی به نام «برادران آدامیان»
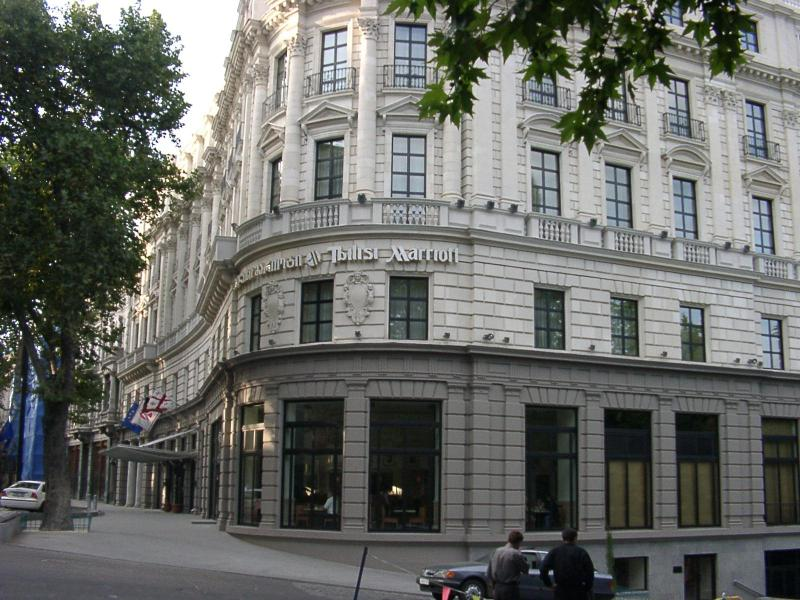
هتل ماریوت تفلیس
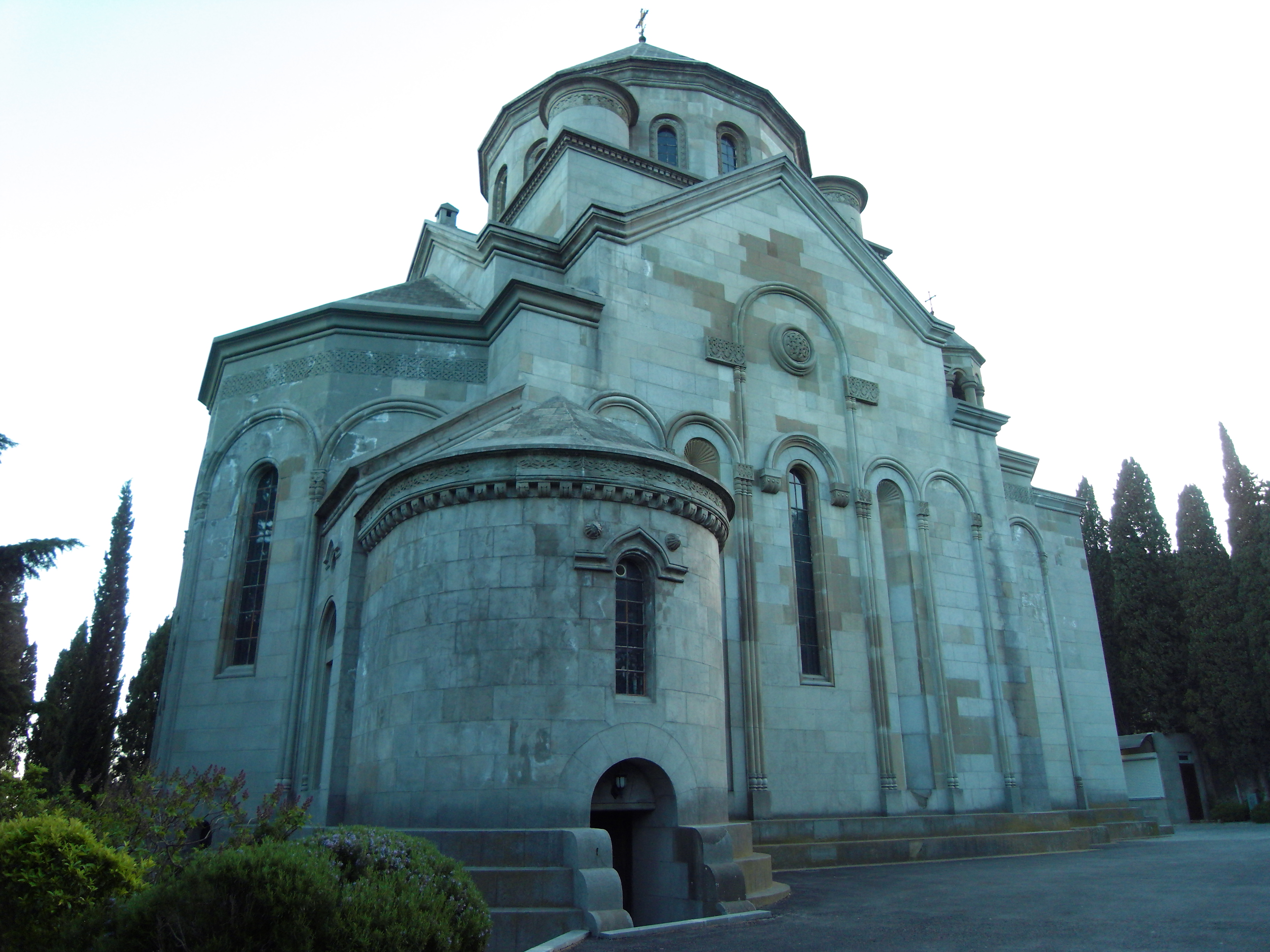
کلیسای سنت هریپسیمه در یالتا